# Radioman Serping nattshow
Radioman Serping Nattshow (underrubriker Nu ännu bättre och Skivimperiet slår tillbaka) var ett ungdoms-radioprogram som sändes i Sveriges Radio P3 under sena fredagskvällar mellan 30 augusti 1987 och 7 juni 1991.
Programledare var Pontus Enhörning som spelade aktuell dansmusik, ofta house. Programmet var en efterföljare till Rakt över disc, och sändes omväxlande med Kulan i luften.  
Ett kännetecken för programmet var de långa och humoristiska jinglar där Enhörning själv ofta medverkade i rollen som radioman Serping, en travesti på den korrekta tonen i radio under trettio- och fyrtiotal. 